# Dęby (Lublin)
Pour les articles homonymes, voir Dęby.
Dęby (prononciation [ˈdɛmbɨ]) est un village de la gmina de Lubycza Królewska du powiat de Tomaszów Lubelski dans la voïvodie de Lublin, situé dans l'est de la Pologne.
Le village se situe à environ 3 kilomètres au sud de Lubycza Królewska (siège de la gmina), 15 kilomètres au sud-est de Tomaszów Lubelski (siège du powiat) et 121 kilomètres au nord-est de Lublin (capitale de la voïvodie).

## Administration
De 1975 à 1998, le village est attaché administrativement à l'ancienne voïvodie de Zamość.

Depuis 1999, il fait partie de la nouvelle voïvodie de Lublin.